# Johann Urbanek
Johann Urbanek (ur. 10 października 1910 w Wiedniu, zm. 7 lipca 2000) – austriacki piłkarz, reprezentant Austrii i Niemiec, grający na pozycji pomocnika.

## Kariera klubowa
Urbanek rozpoczął karierę piłkarską w SC Wacker Wiedeń w 1925. W 1930 przeniósł się na jeden sezon do FC Wien. Ostatecznie Urbanek opuścił w 1931 dołączył do SK Admira Wiedeń, który był wówczas jednym z najsilniejszych austriackich klubów. Wraz z zespołem Wackera/Admiry siedmiokrotnie zdobył Mistrzostwo Austrii w sezonach 1926/27, 1927/28, 1931/32, 1933/34, 1935/36, 1936/37 i 1938/39. Dodatkowo trzykrotnie zwyciężał wraz z klubem w rozgrywkach Pucharu Austrii w latach 1927/28, 1931/32 i 1933/34. W drużynie Admiry występował do 1947.
Ostatnie lata kariery spędził w zespołach Rapid Oberlaa i Red Star Penzing, w którym w 1953 zakończył karierę piłkarską. 

## Kariera reprezentacyjna

### Reprezentacja Austrii
Karierę reprezentacyjną Urbanek rozpoczął 16 czerwca 1931 w meczu przeciwko reprezentacji Szwajcarii, wygranym 2:0. Trzy lata później został powołany na Mistrzostwa Świata rozgrywane we Włoszech. Na turnieju wystąpił w 4 spotkaniach, z Francją, Węgrami, Włochami oraz w przegranym 2:3 meczu o 3. miejsce z Niemcami.
Ostatni mecz w narodowych barwach Austrii zanotował 27 września 1936 przeciwko Węgrom, przegrany 3:5. Łącznie w latach 1931–1936 zagrał dla Austrii w 15 spotkaniach.
| Mecze i gole w reprezentacji Austrii | Mecze i gole w reprezentacji Austrii | Mecze i gole w reprezentacji Austrii | Mecze i gole w reprezentacji Austrii | Mecze i gole w reprezentacji Austrii | Mecze i gole w reprezentacji Austrii | Mecze i gole w reprezentacji Austrii |
| #                                    | Data                                 | Miasto                               | Przeciwnik                           | Gol                                  | Wynik                                | Rozgrywki                            |
| ------------------------------------ | ------------------------------------ | ------------------------------------ | ------------------------------------ | ------------------------------------ | ------------------------------------ | ------------------------------------ |
| 1.                                   | 16.06.1931                           | Wiedeń                               | Szwajcaria                           |                                      | 2:0                                  | towarzyski                           |
| 2.                                   | 27.05.1934                           | Turyn                                | Francja                              |                                      | 3:2                                  | MŚ 1934                              |
| 3.                                   | 31.05.1934                           | Bolonia                              | Węgry                                |                                      | 2:1                                  | MŚ 1934                              |
| 4.                                   | 03.06.1934                           | Mediolan                             | Włochy                               |                                      | 0:1                                  | MŚ 1934                              |
| 5.                                   | 07.06.1934                           | Neapol                               | III Rzesza                           |                                      | 2:3                                  | MŚ 1934                              |
| 6.                                   | 23.09.1934                           | Wiedeń                               | Czechosłowacja                       |                                      | 2:2                                  | Puchar Europy Środkowej              |
| 7.                                   | 12.05.1935                           | Budapeszt                            | Węgry                                |                                      | 3:6                                  | towarzyski                           |
| 8.                                   | 06.10.1935                           | Warszawa                             | Polska                               |                                      | 0:1                                  | towarzyski                           |
| 9.                                   | 19.01.1936                           | Madryt                               | Hiszpania                            |                                      | 5:4                                  | towarzyski                           |
| 10.                                  | 26.01.1936                           | Porto                                | Portugalia                           |                                      | 3:2                                  | towarzyski                           |
| 11.                                  | 22.03.1936                           | Wiedeń                               | Czechosłowacja                       |                                      | 1:1                                  | Puchar Europy Środkowej              |
| 12.                                  | 05.04.1936                           | Wiedeń                               | Węgry                                |                                      | 3:5                                  | towarzyski                           |
| 13.                                  | 06.05.1936                           | Wiedeń                               | Anglia                               |                                      | 2:1                                  | towarzyski                           |
| 14.                                  | 17.05.1936                           | Rzym                                 | Włochy                               |                                      | 2:2                                  | towarzyski                           |
| 15.                                  | 27.09.1936                           | Budapeszt                            | Węgry                                |                                      | 3:5                                  | Puchar Europy Środkowej              |

### Reprezentacja III Rzeszy
W wyniku Anschlussu Austria została włączona do III Rzeszy. Jedyne spotkanie w reprezentacji III Rzeszy zagrał 15 czerwca 1941. Przeciwnikiem była Chorwacja, a mecz zakończył się zwycięstwem III Rzeszy 5:1.
| Mecze i gole w reprezentacji III Rzeszy | Mecze i gole w reprezentacji III Rzeszy | Mecze i gole w reprezentacji III Rzeszy | Mecze i gole w reprezentacji III Rzeszy | Mecze i gole w reprezentacji III Rzeszy | Mecze i gole w reprezentacji III Rzeszy | Mecze i gole w reprezentacji III Rzeszy |
| #                                       | Data                                    | Miasto                                  | Przeciwnik                              | Gol                                     | Wynik                                   | Rozgrywki                               |
| --------------------------------------- | --------------------------------------- | --------------------------------------- | --------------------------------------- | --------------------------------------- | --------------------------------------- | --------------------------------------- |
| 1.                                      | 15.06.1941                              | Wiedeń                                  | Chorwacja                               |                                         | 5:1                                     | towarzyski                              |

## Sukcesy
Wacker/Admira Wiedeń
- Mistrzostwo Austrii (7): 1926/27, 1927/28, 1931/32, 1933/34, 1935/36, 1936/37, 1938/39
- Puchar Austrii (3): 1927/28, 1931/32, 1933/34